# Vaya con Dios (Film)
Vaya con Dios – Und führe uns in Versuchung ist ein Spielfilm des deutschen Regisseurs Zoltan Spirandelli aus dem Jahr 2002. Die Komödie mit deutlichen Anlehnungen an ein Roadmovie wurde von den Produktionsfirmen d.i.e. Film. GmbH (München) und a.pictures film & tv produktion gmbh (Hamburg) produziert und im Jahr 2000 im brandenburgischen Kloster Chorin sowie in Sachsen (in der Sächsischen Schweiz im Kirnitzschtal), Sachsen-Anhalt, Thüringen (in Altenburg), Baden-Württemberg und in Italien (Toskana) gedreht.

## Handlung
Bis kurz nach der Wende in der DDR konnte sich in Brandenburg in Auersberg ein Kloster des (fiktiven) Cantorianer-Ordens halten. Die Cantorianer glauben, dass der Heilige Geist Klang ist und sich in der Musik, besonders im Gesang, offenbare. Wegen dieser Lehre wurden die Cantorianer von der katholischen Kirche 1693 als Häretiker verurteilt und konnten außer in Brandenburg nur noch im Mutterkloster Montecerboli in Italien überleben.
Jetzt steht die Gemeinschaft jedoch vor dem Ruin: die Mönche können die baufällige Klosteranlage nicht mehr halten und müssen sie an eine Bank verpfänden. Abt Stephan, der sein Kloster stets vor der Welt abgeschirmt gehalten hatte, sieht seine Lebensaufgabe zerrinnen. Auf dem Sterbebett gibt er den drei letzten verbliebenen Brüdern den Auftrag, sich wieder dem italienischen Mutterkloster anzuschließen und die Ordensregeln (Regula Cantorianorum) dorthin zurückzubringen, um deren Besitz es zu einem Streit mit dem Mutterkloster gekommen war. Der letzte Satz des Abts lautet: „In dem Buch lebt der Orden.“ So machen sich der bibliotheksvernarrte Benno, der von einem ostdeutschen Bauernhof stammende Tassilo und der im Kloster aufgewachsene Arbo auf den Weg zu ihren Glaubensbrüdern nach Italien. Die junge Journalistin Chiara nimmt sie dabei in ihrem Cabrio mit. Dabei sehen sie sich mit einem Leben konfrontiert, dem sie sich bislang entzogen hatten. Auf jeden von ihnen warten ganz eigene Versuchungen.
- Arbo lernt zum ersten Mal in seinem Leben eine Frau kennen, die junge Journalistin Chiara. Diese wiederum ist fasziniert von Arbo. Beide verlieben sich ineinander. Arbo fürchtet aber, durch seine Liebe zu Chiara seine Ordensbrüder zu verraten.
- Tassilo lässt sich gleich wieder auf dem Bauernhof einspannen, den seine alte Mutter inzwischen alleine bewirtschaftet. In der Feldarbeit, verteidigt er seinen Schritt, könne er Gott genau so nahe sein wie der intellektuelle Benno in seinen Studien.
- Benno lebt nur für die wissenschaftliche Forschung in alten Schriften, die ihm einen Zugang zur Musik und dadurch zu Gott eröffnet hatten. Als er und Arbo ihren Zug nach Italien verpassen, finden die beiden Cantorianer Obdach bei dem Jesuitenpater Claudius Leis, der Benno mit verborgenen Schätzen der Musikbibliothek in den Jesuitenorden zurücklockt.
- Chiara lebt anfangs als Journalistin ein eher flippiges Leben. Mit den Klosterbrüdern, speziell Arbo, lernt sie jedoch eine andere Seite des Lebens kennen.

Im Jesuitenkonvent in Karlsruhe werden die Brüder in die Entscheidung gestellt. Eigentliches Ziel des gastfreundlichen Claudius ist nämlich die Aneignung der handschriftlichen Regula, die er als häretisch unter Verschluss nehmen möchte. Arbo verabscheut den ihm befremdlichen Marienkult der Jesuiten, während Benno sich von den wissenschaftlichen Möglichkeiten hinreißen lässt, die ihm die Jesuiten eröffnen. Mit Chiaras Unterstützung gelingt es Arbo und Tassilo, ihren Mitbruder während eines Gottesdienstes zurückzugewinnen. Bei dem Lied „Wer nur den lieben Gott lässt walten“ figurieren Arbo und Tassilo kunstvoll über dem Gemeindegesang. Benno steht auf und stimmt in Arbos und Tassilos Gesang ein.
Nach einer komischen Verfolgungsjagd um den Besitz der Regula reisen die drei Brüder wieder gemeinsam weiter und kommen glücklich in Montecerboli an. Tassilo und Benno bringen ihre Talente in die Klostergemeinschaft ein, während Arbo sich für das Leben mit Chiara, also für ein Leben in der Welt, entscheidet. Chiara gibt ihrem langweiligen Liebhaber den Laufpass, um – so lässt der Schluss vermuten – mit Arbo zu leben.

## Musikfilm-chronologisch
Im Film kommen Gesänge verschiedener Epochen vor:
- Im Vorspann erklingt eine Bonbarde, Komponist „Perrinet“.
- Am Anfang des Films singen die Mönche im Kloster Auersberg die Motette Tu solus des Renaissance-Komponisten Josquin Desprez.
- Aus der Neuen Musik findet eine Pater-Noster-Vertonung von Igor Strawinsky – durch situationsbedingten Umgebungslärm jedoch sehr überlagert – Verwendung, als die Mönche zwischen zwei fahrenden Zügen auf den Gleisen stehen.
- Vor der Übernachtung im Wald singen die Mönche in einem Steinbruch den Beginn des Matthäus-Evangeliums in Fauxbourdon-Manier eines anonymen altklassischen Meisters: Genealogia Christi.
- Das Lied Ooh, na na na, das die Mönche im Mercedes-Cabrio bei ihrer zweiten Fahrt mit Chiara zwar kritisieren, aber dennoch den Refrain mitsingen, ist von D. F. Petersen, Interpret „Floy“. Ursprünglich sollte das Lied Nah neh nah von der belgischen Band Vaya Con Dios verwendet werden, jedoch bekamen die Filmemacher nicht die Rechte dafür. Das Lied musste ausgetauscht werden, nur der Titel des Films blieb übrig.
- Als Gloria-Lied der heiligen Messe bei den Jesuiten in Karlsruhe lassen die drei Mönche einen dreistimmigen Satz von Georg Neumarks Wer nur den lieben Gott lässt walten aus dem 17. Jahrhundert erklingen. Dieser Satz wurde für den Film vom den Organisten darstellenden Tobias Gravenhorst bearbeitet.
- In Montecerboli, am Ende des Films, wird nochmals Josquins Motette Tu solus – diesmal allerdings mit doppelt besetzten Stimmen – dargeboten.
- Das Lied Freaks im Abspann singt die Hauptdarstellerin Chiara Schoras (Musik von D. F. Petersen, Interpret Cantorians feat. Chiara).

Als Solisten des Soundtracks werden im Abspann folgende Personen aufgeführt: Meindert Zwart, Henning Voß, Joachim Duske und Thomas Wittig (sowie: Gotthelf, Buchin, Kleinlein und Spirandelli für das zweite, achtstimmige Tu solus). Henning Voß erscheint nur bei den Liedern, in denen der Abt Stephan im Film noch lebt.

## Kritiken
- „Ein überzeugender, auf humorvolle Art kritischer, dabei jedoch nicht bösartiger Road Movie, der übrigens durch etliche klösterliche Gesänge zusätzlich glänzt. Einziger Wermutstropfen: die etwas zu plump, klischeehaft geratene Darstellung des Jesuitenordens in Gestalt des Paters Claudius.“[3]
- „‚Vaya con dios‘ ist ein eigenartiger Mix aus Frömmigkeits-Parabel und Komödienkalkül, aus Naivitäts-Behauptung und forcierter Bemühung um Mainstream-Appeal. Allen erzählerischen Dissonanzen zum Trotz gewinnt Spirandellis mit vier bayerischen Filmpreisen prämiertes Spielfilmdebüt doch durch seinen darstellerischen Elan anrührenden Witz und sympathische Konturen.“[4]
- „Märchenhafte Komödie, in der Gut und Böse von vornherein feste Konturen besitzen. Der einfallsreiche, gut gespielte Film weist zwar einige dramaturgische Schwachstellen auf, transportiert aber bei aller Unterhaltsamkeit auch zivilisationskritische Töne und erkennt weder die Spaßgesellschaft noch die Geschäftemacherei als Nonplusultra des menschlichen Seins und Handelns an.“ (Lexikon des internationalen Films)[5]

## Auszeichnungen
- Deutscher Filmpreis 2002 Filmpreis in Gold in der Kategorie Bester Hauptdarsteller für Daniel Brühl (für Nichts bereuen, Vaya con Dios und Das weiße Rauschen)
- New Faces Award 2002 in der Kategorie Bester Nachwuchsdarsteller für Daniel Brühl (für Nichts bereuen, Vaya con Dios und Das weiße Rauschen)
- Preis der deutschen Filmkritik 2002 in der Kategorie Darsteller für Daniel Brühl (für Vaya con Dios und Das weiße Rauschen)
- Bayerischer Filmpreis 2001 in der Kategorie Nachwuchsregisseur für Zoltan Spirandelli
- Bayerischer Filmpreis 2001 in der Kategorie Nachwuchsdarstellerin für Chiara Schoras
- Bayerischer Filmpreis 2001 in der Kategorie Nachwuchsdarsteller für Daniel Brühl

## Trivia
- Der Drehbuch-Mitarbeiter und Regieassistent David Gravenhorst, der den Meinrad spielt, ist der Bruder des Organisten Tobias Gravenhorst, der das Lied Wer nur den lieben Gott lässt walten für den Film gesetzt hat, für die Kirchenmusik verantwortlich ist und den Organisten spielt.
- Der Regisseur und Drehbuchautor Zoltan Spirandelli spielt nicht nur den Pater Gregor, sondern steuert auch die Singstimme eines der Mönche in Italien beim zweiten Tu Solus bei.
- Die Kirche der Jesuiten in Karlsruhe, in der die Schlüsselszene spielt, ist in Wirklichkeit die Kirche des Altenburger Schlosses in Thüringen. Der Organist spielt dort auf der berühmten Trost-Orgel.
- Die Szenen im fiktiven Kloster Auersberg wurden im Kloster Chorin in Brandenburg gedreht.
- Als „Cantorianerkloster Montecerboli“ in der Toskana wurde für den Film das ehemalige Benediktinerkloster Sant’Anna in Camprena genutzt.
- Der reale italienische Ort Montecerboli in der Toskana ist auch als Tal des Teufels bekannt.
- Nach Erscheinen des Films fand ein halbes Jahr später ein Konzert mit den Liedern des Filmes in der Kronberger Johanneskirche statt, wo die Gesangsstimmen der Hauptdarsteller vertreten waren. Ebenso war Regisseur Zoltan Spirandelli anwesend.